# Ruth Brouwer
Ruth Brouwer (Antwerpen, 7 juni 1930 – ?, 25 oktober 2020) was een Nederlands beeldhouwer, medailleur en tekenaar.

## Leven en werk
Brouwer vestigde zich in de jaren 50 in Amsterdam, waar ze werd opgeleid aan de Rijksakademie als leerling van onder anderen Piet Esser. Ze was klein behuisd, wat haar ertoe aanzette zich toe te leggen op het maken van penningen. Ze maakte meer dan 50 penningen, een deel daarvan is opgenomen in de collectie van Het Koninklijk Penningkabinet, sinds 2013 onderdeel van de Nationale Numismatische Collectie, beheerd door De Nederlandsche Bank in Amsterdam. Esser zei in 2000 over haar werk: "Soms zien Ruth's penningen er wel eens een beetje huiselijk en geknutseld uit, maar wel altijd levend en nooit vervelend". Haar penning Zomer was in 1969 jaarpenning van de Vereniging voor Penningkunst en Duifje van Noach (uit 1959) werd in 1986 als eerste penning door de vereniging uitgegeven.
Naast penningen maakte Brouwer kleinplastiek en maakte ze vrijstaande beelden. Haar bronzen plastieken, mens- en dierfiguren, zijn schetsmatig en figuratief. In 1959 won Brouwer de tweede prijs in de categorie beeldhouwkunst van de Prix de Rome. Ze exposeerde meerdere malen en had duo-exposities met onder anderen met Jan Stroosma (1961) en Emmy Eerdmans (1965, 1967).
Ter gelegenheid van haar tachtigste verjaardag werd in 2010 door museum Beelden aan Zee te Scheveningen een tentoonstelling georganiseerd, met penningen uit de collectie van het museum en die van enige verzamelaars. Brouwer overleed op 90-jarige leeftijd.

## Werken (selectie)

### beelden
- Moeder en kind (1957), Dichtershof, Weesp
- Moedervreugde (1960-1961), Kapelweg, Amersfoort
- Moeder en kind (1961), hal stadhuis van Leiden[4]
- Moeder en kind (1961), rosarium Amersfoort. Werd in 2006 gestolen.
- Staand kind (1965), rosarium Amersfoort. Werd opgeslagen na de diefstal van Moeder en kind.
- Jongen met haan (1969), Hoekenes, Osdorp
- Koninginnedag (De kermisgangers), kleinplastiek voor het Verpleeghuis Albert van Koningsbruggen in Utrecht

### penningen
- Dorus (1956) als driejarige zoon
- Bevrijdingsdag (1957)
- Dorus (1958) als vijfjarige zoon
- Sarphatipark (1958)
- Dorus (1959) als zesjarige zoon
- Duifje van Noach (1959)
- Kleuterdagverblijven (1960)
- Roosje (ca. 1963)
- Suzanna (1964)
- Dorus (1965) als twaalfjarige zoon
- 100 jaar Vondelpark (1965)
- Kattenspel (ca. 1969)
- Zomer (1969), jaarpenning van de Vereniging voor Penningkunst
- Zadok Eitje (ca. 1970)
- Brentano (ca. 1974)
- Lisette da Costa (1986)
- Laat het leven sober zijn, maar vol feesten (1986)

## Afbeeldingen

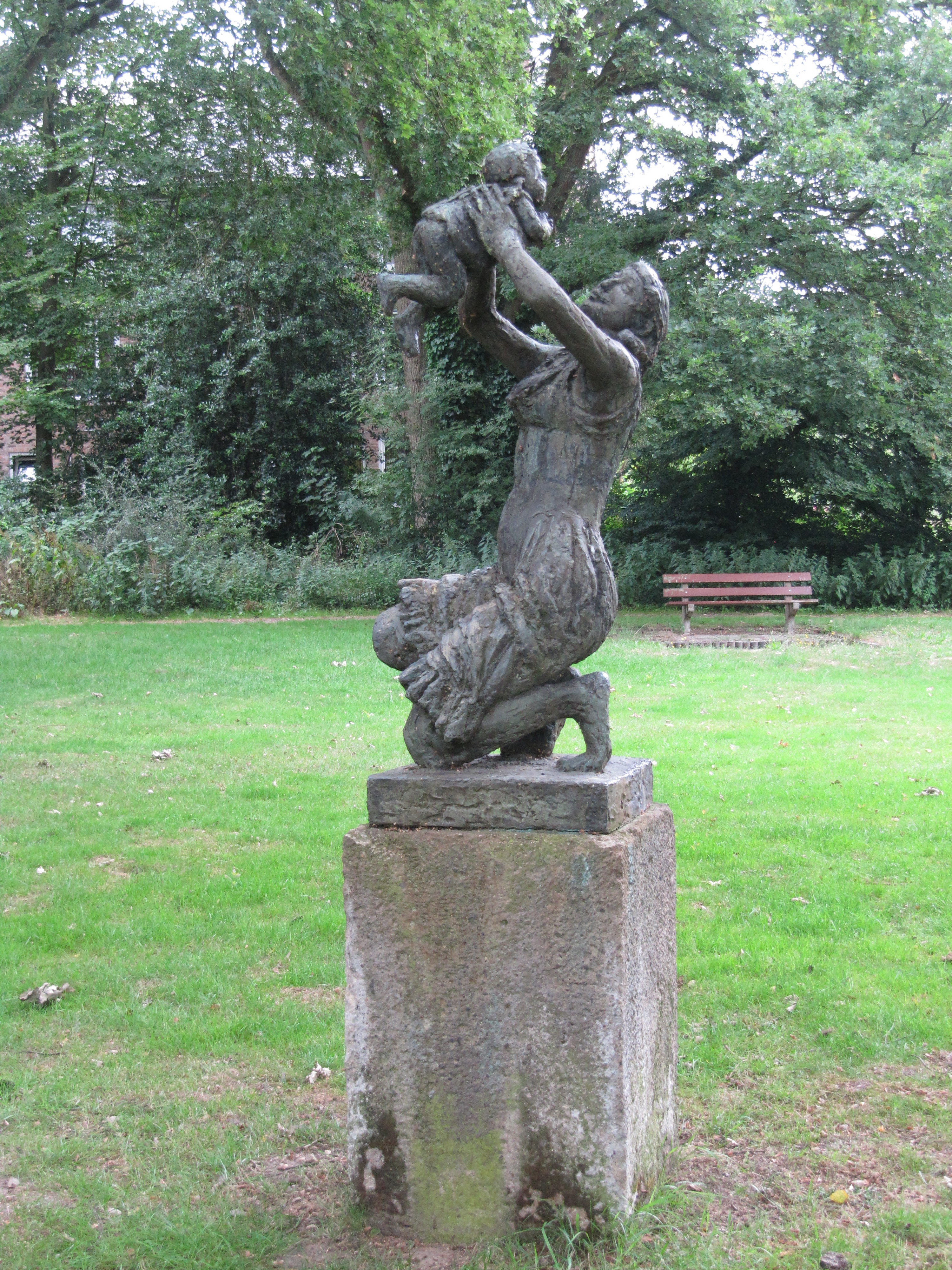
Moedervreugde
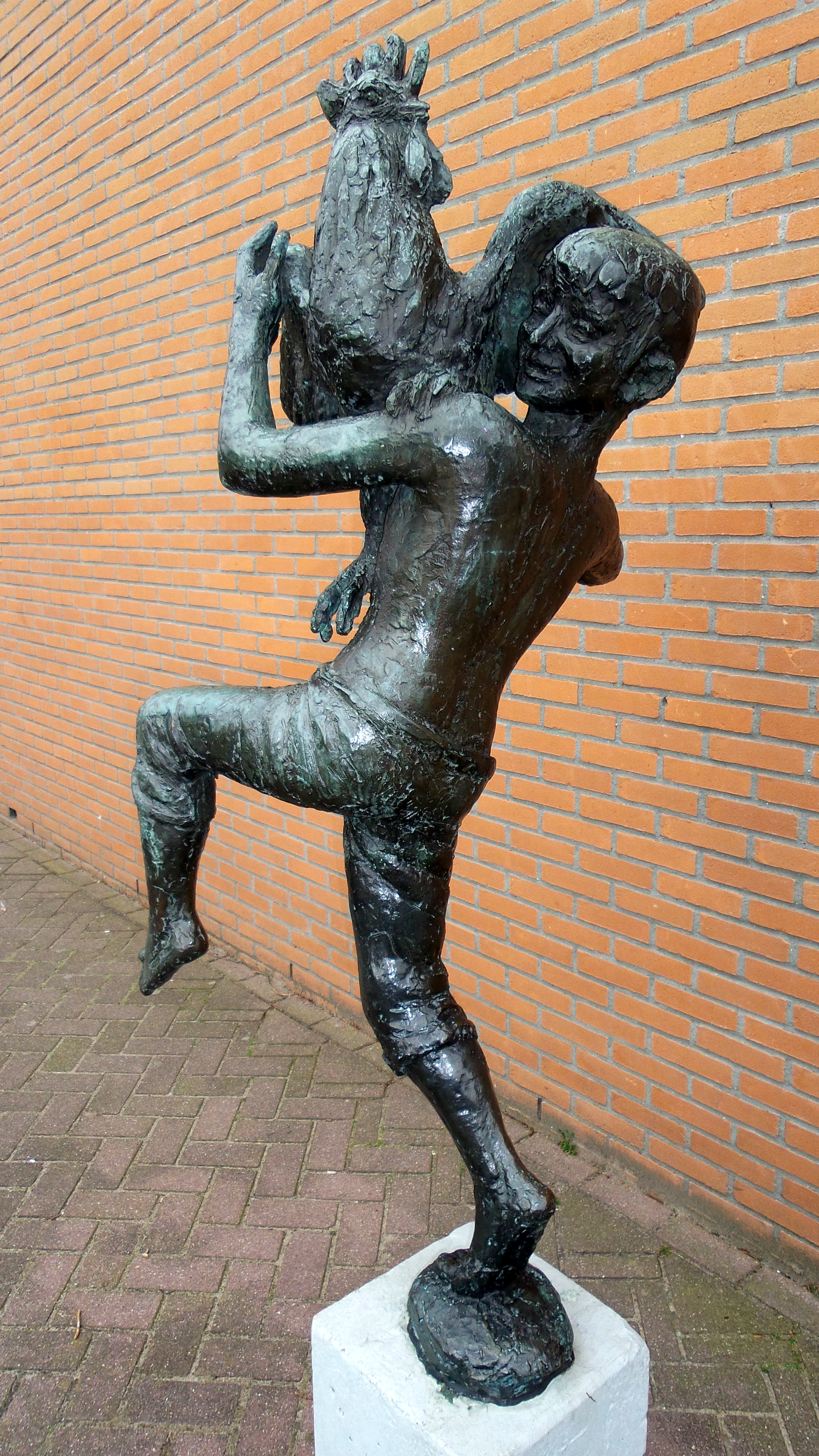
Jongen met haan
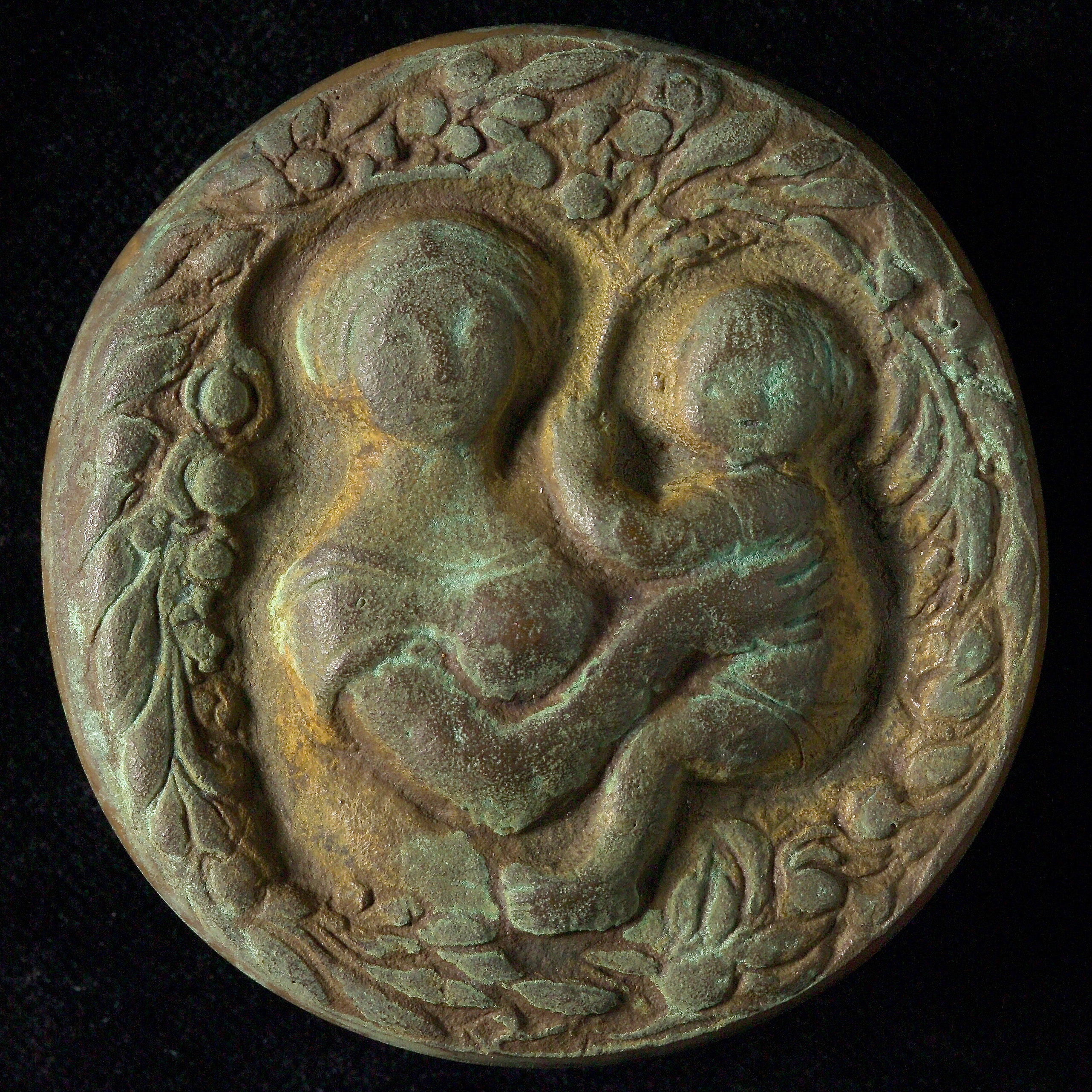
Penning op de Zomer
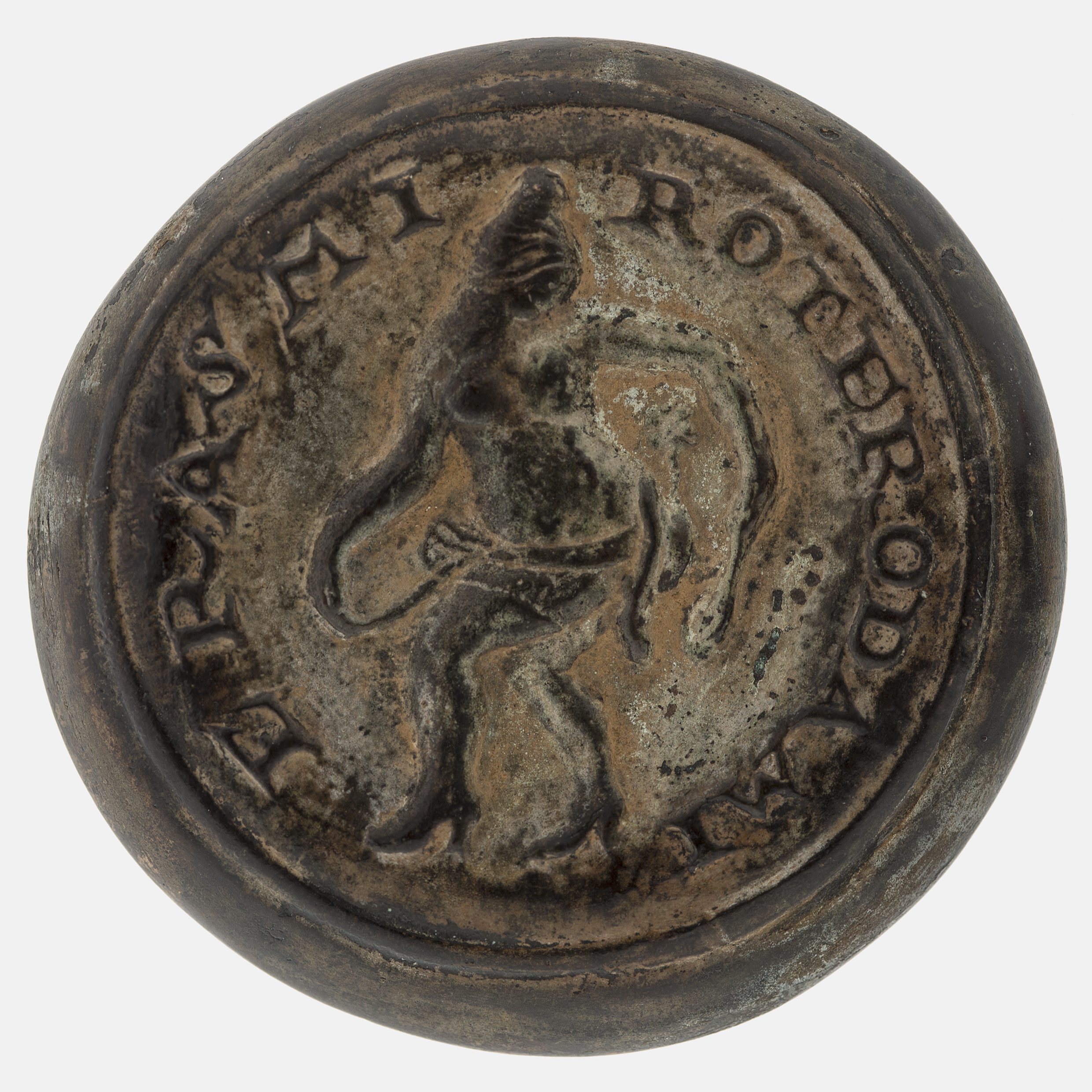
Penning portret Erasmus

- Gemeinsame Normdatei: 1355731151
- RKD-Nederlands Instituut voor Kunstgeschiedenis: 13117
- Union List of Artist Names: 500551875
- Virtual International Authority File: 1853173973176323810006